# Robert Brower

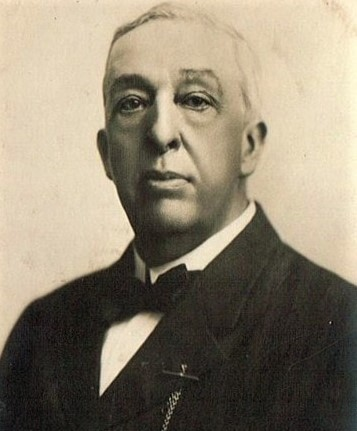
Robert Brower

Robert Brower (* 14. Juli 1850 in Point Pleasant (New Jersey); † Dezember 1934) war ein US-amerikanischer Schauspieler. In den 1910er Jahren konzentrierte sich seine Tätigkeit auf Rollen in Fernsehfilmen und Serien. Seinen ersten Auftritt hatte er 1911 im Film Aida.

## Filmografie (Auswahl)
- 1911: Aida als Hohepriester der Isis
- 1911: Silver Threads Among the Gold
- 1912: Hearts and Diamonds
- 1912: The Shadow on the Blind
- 1912: Helping John
- 1913: The Ambassador’s Daughter
- 1913: Apples of Sodom
- 1913: Dolly Varden
- 1913: The Diamond Crown als Inspector Dalton
- 1913: The Substitute Stenographer  als Polizeiinspektor
- 1914: The Mystery of the Fadeless Tints
- 1914: The Myster of the Glass Tubes
- 1914: The Vanishing Cracksman als Detective Narko
- 1915: Vanity Fair als Mr. Osborne
- 1916: When Love Is King als Prime Minister
- 1917: Builders of Castles als The Builder
- 1917: The Tell-Tale Step als Doctor Oppenheim Bertellini
- 1917: The Mystery of the Double Cross als Herbert Brewster
- 1919: Something to Do als Mr. Remwick
- 1919: The Beauty Market als Amelias Onkel Issacs
- 1919: Rose o’ the River als Großvater Wiley
- 1919: Hawthorne of the U.S.A. als De Witz
- 1919: Everywoman als Age
- 1919: The Heart of Youth als The Squire
- 1920: Held by the Enemy als Onkel Rufus
- 1920: A Cumberland Romance als Mountain Bishop
- 1920: Jack Straw als Count of Pomerania
- 1920: A City Sparrow als Parson Neil
- 1921: Peck’s Bad Boy als Minister
- 1921: The Little Minister als Hendry Munn
- 1921: The Jucklins als Attorney Conkwright
- 1921: What Every Woman Knows als Scot Lawyer
- 1921: The Lost Romance als Butler
- 1921: The Faith Healer als Dr. Martin
- 1922: Is Matrimony a Failure? als Marriage License Clerk
- 1927: The Last Trail als Sam Beasley
- 1927: Don Alonzo, der Rächer (The Gay Defender)
- 1927: Chicago